# Jos Lansink
Jozeph (Jos) Johannes Gerardus Marinus Lansink (Rossum, 19 maart 1961) is een Nederlands-Belgisch springruiter. 

## Levensloop
Lansink brak definitief door in 1988, toen hij de Grote prijs van Twente en het CHIO in Rotterdam won en tweede werd op Nederlands kampioenschap, waardoor hij zich plaatste voor de Olympische Zomerspelen van 1988 te Seoel. Met zijn paard Felix behaalde hij daar een zevende plaats in het individuele klassement. Met het Nederlandse team werd hij vijfde in de landenwedstrijd. Met Felix werd hij ook derde op het Europees kampioenschap van 1989 te Rotterdam.
De opvolger van Felix werd het paard Egano. Met dit paard behaalde Lansink een derde plaats op het Europees kampioenschap in het Franse La Baule in 1991. Met het landenteam werd hij hier eerste. Op de Olympische Zomerspelen van Barcelona in 1992 behaalde hij samen met Piet Raijmakers en Jan Tops de gouden medaille in de landenwedstrijd.
Op de Olympische Zomerspelen van Sydney in 2000 kwam Lansink voor het laatst voor Nederland in actie. Samen met Jeroen Dubbeldam, Jan Tops en Albert Voorn behaalde hij er een vijfde plaats in het eindklassement van de landenwedstrijd. In totaal nam hij deel aan zeven achtereenvolgende Olympische Spelen, waarvan vier voor Nederland en drie voor België.
Omdat een nieuwe regel in deze tak van paardensport vereiste dat zowel de ruiter als de eigenaar van het paard dezelfde nationaliteit bezaten en er in Nederland geen toppaarden te vinden waren, besloot Lansink samen te werken met de Belgische paardenfokker Leon Melchior en nam hij zelf in 2001 de Belgische nationaliteit aan. Zijn grootste succes als "paardenbelg" behaalde hij in 2006, toen hij tijdens de Wereldruiterspelen met Cuvalor Cumano in Aken wereldkampioen jumping werd.
Van 2022 tot 2025 was Lansink de bondscoach van de Nederlandse springruiters. Wout Jan van der Schans volgde hem op.
1912: Lewenhaupt, Kilman, von Rosen ·
1920: König, von Rosen, Norling ·
1924: Thelning, Ståhle, Lundström ·
1928: Navarro, Álvarez, García ·
1936: Hasse, von Barnekow, Brandt ·
1948: Mariles, Uriza, Valdés ·
1952: White, Stewart, Llewellyn ·
1956: Winkler, Thiedemann, Lütke-Westhues ·
1960: Winkler, Thiedemann, Schockemöhle ·
1964: Schridde, Jarasinski, Winkler ·
1968: Day, Gayford, Elder ·
1972: Ligges, Wiltfang, Steenken, Winkler ·
1976: Parot, Rozier, Roguet, Roche ·
1980: Tsjoekanov, Poganovsky, Asmaje, Korolkov ·
1984: Fargis, Homfeld, Burr Howard, Smith ·
1988: Beerbaum, Brinkmann, Hafemeister, Sloothaak ·
1992: Raijmakers, Romp, Tops, Lansink ·
1996: Sloothaak, Nieberg, Kirchhoff, Beerbaum ·
2000: Beerbaum, Nieberg, Ehning, Becker ·
2004: Wylde, Ward, Madden, Kappler ·
2008: Ward, Kraut, Simpson, Madden ·
2012: Skelton, Maher, Brash, Charles ·
2016: Rozier, Staut, Bost, Leprévost ·
2020: von Eckermann, Baryard-Johnsson, Fredricson ·
2024: Maher, Charles, Brash